# Brand University of Applied Sciences

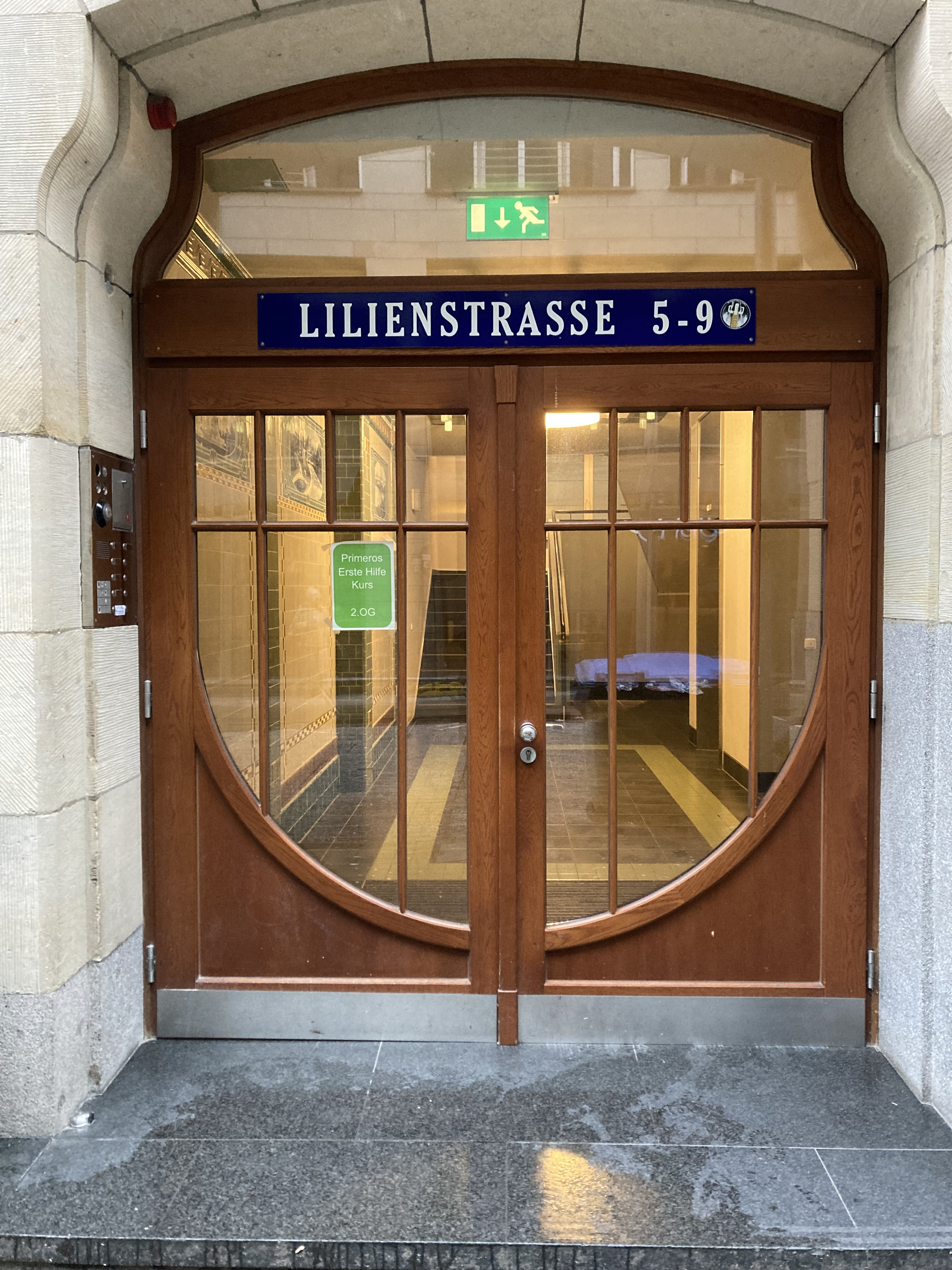
Eingang zur Brand University in der Lilienstraße 5–9 in der Hamburger Innenstadt

Die Brand University of Applied Sciences (ehemals Brand Academy – Hochschule für Design und Kommunikation) ist eine staatlich anerkannte, private Fachhochschule in Hamburg mit dem Schwerpunkt Marken in den Disziplinen Marketing und Design. Das Studienangebot umfasst deutsch- und englischsprachige Bachelor- und Master-Programme u.a. in den Bereichen Markenmanagement, Markenkommunikation, Markenführung sowie  Kommunikationsdesign und Digital Design. Im Jahr 2024 wurde das Studienangebot um Studienprogramme in den Bereichen Management und Digitalisierung erweitert.

## Hochschule
Die Hochschule wurde am 1. Juni 2010 als „Brand Academy – Hochschule für Design und Kommunikation“ gegründet und durch den Senat der Freien und Hansestadt Hamburg staatlich anerkannt. Trägerin der Hochschule ist die Brand Academy GmbH mit Sitz in Hamburg. Im September 2019 wurde der Name Brand University of Applied Sciences offiziell durch die Hamburgische Behörde für Wissenschaft, Forschung und Gleichstellung anerkannt.
Der Campus befindet sich seit Januar 2024 in der Lilienstraße 5–9 in der Hamburger Innenstadt. Davor befand er sich lange Zeit im denkmalgeschützten Gebäude der historischen Seefahrtsschule in der Rainvilleterrasse 4 in Hamburg-Ottensen. Wesentliche Partner der Brand University sind die Bejing Normal University in Zhuhai (Guangzhou), die China Academy of Art in Hangzhou, die Zhejiang Wanli University in Ningbo (Zhejiang) und die Northwestern Polytechnical University in Xi’an (Shaanxi).
Die Hochschule orientiert sich am Paradigma „Brand Thinking“. Brand Thinking ist ein interdisziplinärer Ansatz zur Betrachtung und Entwicklung von Marken. Der Begriff beschreibt die Integration von Perspektiven aus Bereichen wie Marketing, Design, Kommunikation und Management, um Marken als komplexe Systeme zu analysieren und zu gestalten. Ziel ist ein vertieftes Verständnis der Rolle von Marken in wirtschaftlichen, sozialen und kulturellen Kontexten.

## Studium
Voraussetzung für das Studium ist eine in Hamburg anerkannte allgemeine Hochschulreife, Fachhochschulreife, eine geeignete fachspezifische Fortbildungsprüfung als Meister oder Fachwirt oder eine gleichwertige fachspezifische Fortbildungsprüfung. Darüber hinaus ist in einigen Fällen der Nachweis einer besonderen Eignung durch das erfolgreiche Absolvieren einer Prüfung erforderlich.
Der Studienbeginn ist zweimal jährlich zum 1. April und zum 1. Oktober möglich. Die Regelstudienzeit beträgt bei den in Vollzeit angebotenen Bachelorstudiengängen 6 Semester und bei den Masterstudiengängen 3 Semester.

## Studiengänge
Die Hochschule bietet Studiengänge mit den Abschlüssen Bachelor of Arts und Master of Arts an. Im Präsenzstudium gibt es die deutschsprachigen Bachelorstudiengänge Brand & Marketing Management und Brand & Communication Design. Mit Beginn des Wintersemester 2023/2024 werden die Design- und Marketing-Studierenden in einer Vielzahl von Fächern gemeinsam unterrichtet.
Das englischsprachige Masterprogramm Brand Strategy gliedert sich in die Schwerpunkte Digital Branding, Design Innovation und Brand Entrepreneurship.
Im November 2022 wurde das Angebot an Präsenz-Studiengängen um digitale Fernstudiengänge und zusätzliche Abschlüsse erweitert. Seitdem werden auch Studiengänge mit dem Abschluss Master of Business Administration (MBA) und ein Bachelor of Arts mit dem Schwerpunkt Marketing und Kommunikation sowie unterschiedliche Hochschulzertifikate angeboten. 

Logo der Brand University of Applied Sciences

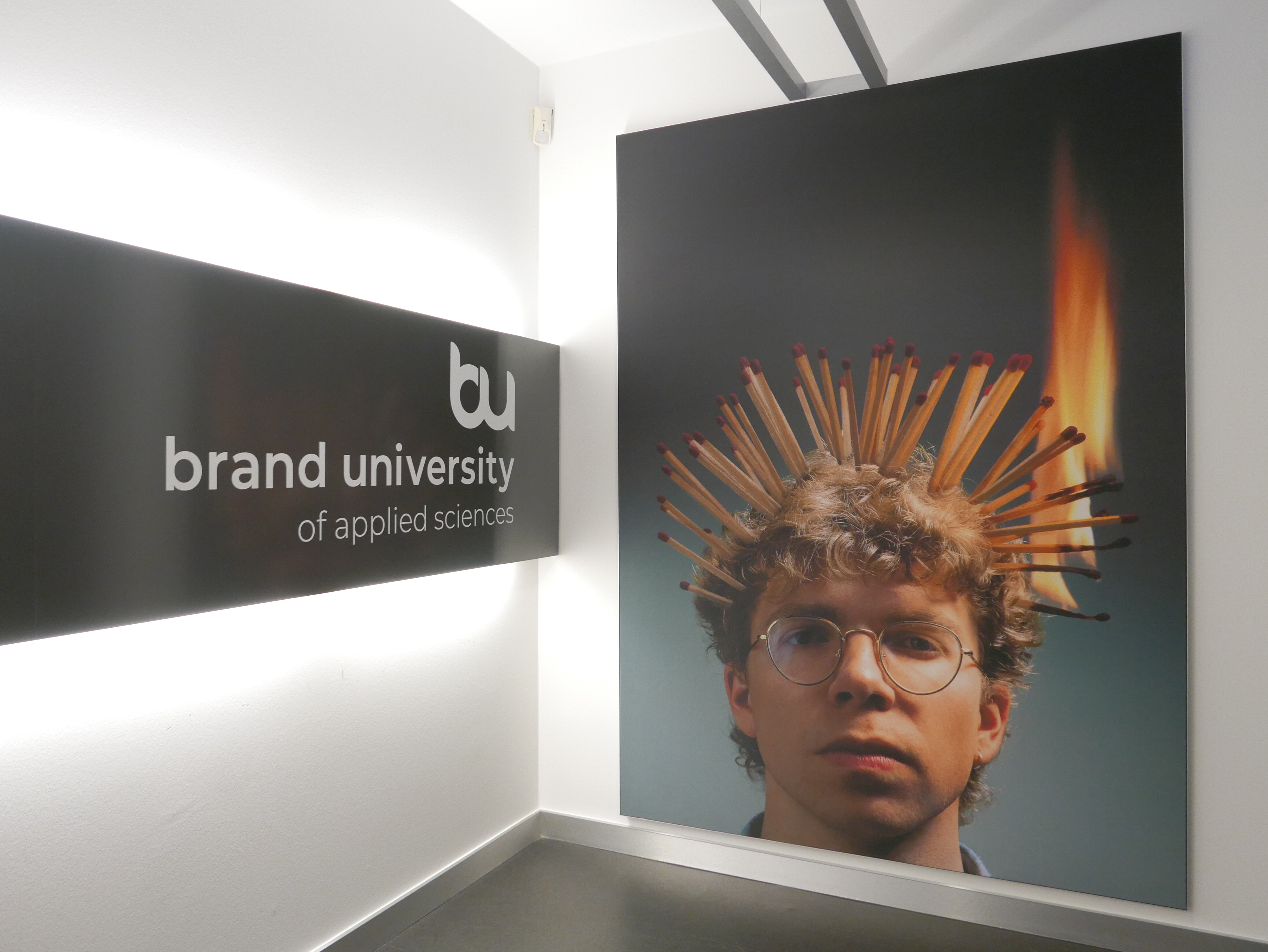
Eingangsbereich der Brand University

In einem kooperativen Promotionsprogramm in Zusammenarbeit mit der University of Southern Denmark begleitet die Brand University of Applied Sciences Dissertationsprojekte in den Bereichen Markenmanagement, Markenkommunikation und Markendesign.

## Belege
1. ↑  Statistischer Bericht - Statistik der Studierenden - Sommersemester 2023, Tabelle 21311-07. (XLSX; 1 MB) Statistisches Bundesamt, abgerufen am 12. April 2024.
2. 1 2  Statistischer Bericht - Statistik des Hochschulpersonals 2022, Tabelle 21341-10. (XLSX; 2 MB) Statistisches Bundesamt, abgerufen am 12. April 2024.
3. ↑  Erste private Fachhochschule Deutschlands für Markenwirtschaft genehmigt. Wochendienst 20/2010. Pressestelle des Senats, Hamburg, 4. Juni 2010, abgerufen am 1. Mai 2021.
4. ↑  Eine große Ehre: Aus Brand Academy wird Brand University of Applied Sciences. In: Brand University. 4. November 2019, abgerufen am 12. November 2019.
5. ↑  Erste Studierende aus Ningbo starten 2+2 Programm an der BU. In: Brand University. 13. Oktober 2020, abgerufen am 25. März 2021 (deutsch).
6. ↑  Neue Hochschulkooperation mit der Northwestern Polytechnical University. In: Brand University. 5. Mai 2021, abgerufen am 5. August 2021 (deutsch).
7. ↑  Brand & Marketing Management
8. ↑  Brand & Communication Design
9. ↑  Brand Strategy
10. ↑  Masterstudiengänge, auf brand-university.digital, abgerufen am 10. Dezember 2022
11. ↑  Master. In: Brand University. Abgerufen am 25. April 2024 (deutsch).
12. ↑  Bachelor of Arts mit dem Schwerpunkt Marketing und Kommunikation
13. ↑  Marketing & Kommunikation Bachelor of Arts, auf brand-university.digital
14. ↑  Hochschulzertifikate
15. ↑  Kooperatives Promotionsprogramm - PhD oder DBA. In: Brand University. Abgerufen am 9. Februar 2021 (deutsch).

Koordinaten: 53° 33′ 10″ N, 10° 0′ 8″ O